# 俅江紫堇
俅江紫堇（学名：Corydalis kiukiangensis）为罂粟科紫堇属下的一个种。

## 扩展阅读
- 維基物種上的相關：俅江紫堇